# Jacques Leroy (parlementslid)
Jacques Leroy (Vloesberg, 12 oktober 1937 - 29 oktober 2017) was een Belgisch volksvertegenwoordiger, senator en burgemeester.

## Levensloop
Leroy behaalde het diploma van regent lichamelijke opvoeding en stapte in het onderwijs. Hij was ook actief in de Belgische Socialistische Partij (PSB) en in de Algemene Centrale der Openbare Diensten (CGSP). Hij werd in 1972 federaal secretaris van de PSB.
In Vloesberg ging hij de strijd aan met de liberale burgemeester en volksvertegenwoordiger Denis D'Hondt. Hij zetelde eerst als gemeenteraadslid vanaf 1977. In 1987 werd hij voor de PS verkozen tot lid van de Kamer van volksvertegenwoordigers voor het arrondissement Doornik-Aat-Moeskroen. Hij ging hierop een alliantie aan met de PSC en met een wisselmeerderheid verving hij vanaf 1989 D'Hondt als burgemeester en behield dit mandaat tot in 1994.
In 1991 werd hij niet herkozen voor de Kamer. Vervolgens zetelde hij van 1991 tot 1995 provinciaal senator voor Henegouwen in de Belgische Senaat. Vanuit zijn parlementaire mandaten was Leroy tussen 1988 en 1991 tevens lid van de Waalse Gewestraad en de Raad van de Franse Gemeenschap.
In januari 1995 werd D'Hondt opnieuw burgemeester en keerde Leroy naar de oppositie terug. Hij nam ontslag om aan zijn familielid Rudy Demotte de mogelijkheid tot zetelen te geven.
Hij bleef, voortaan zonder gekozen mandaat, verder actief binnen de socialistische beweging, als secretaris van de socialistische federatie van West-Henegouwen en als voorzitter van de socialistische ziekenkassen voor dezelfde regio. Hij nam nog deel aan verkiezingen, zonder echter op verkiesbare plaatsen te staan.